# Kloster Santa Maria dello Sterpeto
Kloster Santa Maria dello Sterpeto war eine Zisterziensermönchsabtei in Apulien, Italien. Es lag rund 3 km östlich von Barletta in der Metropolitanstadt Bari an der Straße nach Trani.

## Geschichte
In dem wohl auf das 12. Jahrhundert zurückgehenden Benediktinerkloster wurde eine byzantinische Marienikone verehrt, die wohl auf ein früheres Basilianerkloster zurückgeht. 1258 ordnete Papst Alexander IV. an, dass Santa Maria dello Sterpeto dem Zisterzienserorden inkorporiert werden solle. Dies geschah auf dem Generalkapitel 1259. Das Kloster wurde dem Mutterkloster Arabona unterstellt und gehörte damit der Filiation der Primarabtei Clairvaux an. 1348 wurde das Kloster geplündert und die Mönche zogen sich in das Mutterkloster Arabona zurück. Die Kirche verfiel. 1374 war aus dem Kloster eine Grangie des Klosters Arabona geworden. Dieses wurde 1587 mit der Apostelbasilika in Rom vereinigt. Rektoren von Sterpeto waren Säkularkleriker, Benediktiner aus Monte Cassino und Minoriten. 1732 wurde eine neue Kirche errichtet, die 1837 vergrößert wurde und sich zu einer Wallfahrtsstätte entwickelte. Ein von Kloster Casamari aus im Jahr 1935 unternommener Versuch, das Zisterzienserkloster wiederzubeleben, scheiterte schon nach 15 Jahren. 1951 besiedelten Oblaten des Heiligen Josef das frühere Kloster. Von 1968 bis 1977 wurde das neue Sanktuarium errichtet, während das alte 1999 restauriert wurde.

## Anlage und Bauten
Auf dem Gelände des Klosters befinden sich heute das alte und das neue Sanktuarium.